# Siegfried Heinzel
Siegfried Heinzel, eigentlich Siegmund Haurwitz (28. September 1870 in Stettin – 23. Juli 1926 in Guben), war ein deutscher Theaterschauspieler.

## Leben
Heinzel, Sohn des Fabrikbesitzers Louis Haurwitz und seiner Ehefrau Clara Friedländer, arbeitete zunächst einige Jahre als Kaufmann und in Hamburg und Berlin als deutsch-französischer Korrespondent.
Er hatte zwei Wünsche: entweder nach Afrika auswandern oder Theaterschauspieler werden. Kurz bevor er ersteres in die Tat umsetzen konnte, wurde er durch einen glücklichen, nicht näher bekannten, Zufall Schauspieler.
Unterricht erhielt er durch Theodor Lebrun und begann 1892 seine Bühnentätigkeit bei einer „Schmiere“. 1893 kam er nach Potsdam, 1894 nach Frankfurt an der Oder, 1895 nach Rostock, 1897 ans Belle Alliance-Theater Berlin (Debütrolle „Didier“), 1898 ans Schillertheater Berlin (Debütrolle „Hermann“ in Haubenlerche) und trat 1899 als „Schüler“ in Faust sein Engagement am Karlsruher Hoftheater an.
Er war vor allem im Fach der Naturburschen und Komiker tätig. In Karlsruhe hatte er die Gelegenheit sowohl in der Klassik als auch im modernen Stück aufzutreten.
Von seinen Rollen sind nennenswert zu erwähnen: „Mittelbach“ in Senator, „Kehne“, „Fincke“ in Quitzow, „Grignon“ in Frauenkampf, „Hasske“ in Johannisfeuer, Bleichenwang, „Bodo“ in Kinder der Excellenz etc.